# Heinrich Burk
Heinrich Burk (* 16. März 1914 in Bad Nauheim; † 29. Oktober 2011 ebenda) war ein deutscher Schriftsteller.
Heinrich Burk wuchs in Bad Nauheim auf und war dort als Buchhändler tätig. Er schrieb vor allem Romane und Bücher, die sich mit seiner Heimatstadt beschäftigen. Darunter ist auch ein Buch, das Elvis Presley und seine Zeit in Bad Nauheim beschreibt.
Der Regisseur und Drehbuchautor Henning Burk ist sein Sohn.

## Werke (Auswahl)
- Zwischentöne : ein SIM-SALA-SURIUM in Versen. Bindernagel, Friedberg 1993, ISBN 3-87076-071-0 (120 S.).
- Das Hunderttage-Stadion : Entstehungsgeschichte des Bad Nauheimer Kunsteisstadions unter Colonel Paul R. Knight. Stadt Bad Nauheim, Bad Nauheim 1999, ISBN 3-00-005000-0 (63 S.).
- Der King in Deutschland 1958 - 1960 : Elvis ́Ankunft in Bremerhaven ; Elvis in Bad Nauheim und Friedberg. mit Hans-Ulrich Elter. B+U-Verl., Oldenburg 2008, ISBN 978-3-939870-55-5 (176 S.).